# Дівоча гора (пам'ятка природи)
Дівоча гора — ботанічна пам'ятка природи місцевого значення в Україні. Розташована на північному заході від с. Студенок Глухівського району Сумської області.
Як об'єкт природно-заповідного фонду оголошений 16.09.2004. Площа - 3 га. 
Охороняється пагорб зі схилами крутизною 35-40°, де зростає близько 100 видів лучно-степової рослинності, в тому числі занесені до Червоної книги України ковила пірчаста та горицвіт весняний, а також регіонально рідкісні льон багаторічний та жовтий, шолудивник Кауфмана.